# Gunnera diazii
Gunnera diazii är en gunneraväxtart som beskrevs av L.E. Mora-osejo. Gunnera diazii ingår i släktet gunneror, och familjen gunneraväxter. Inga underarter finns listade.